# Rimozione della barriera al confine tra Ungheria e Austria

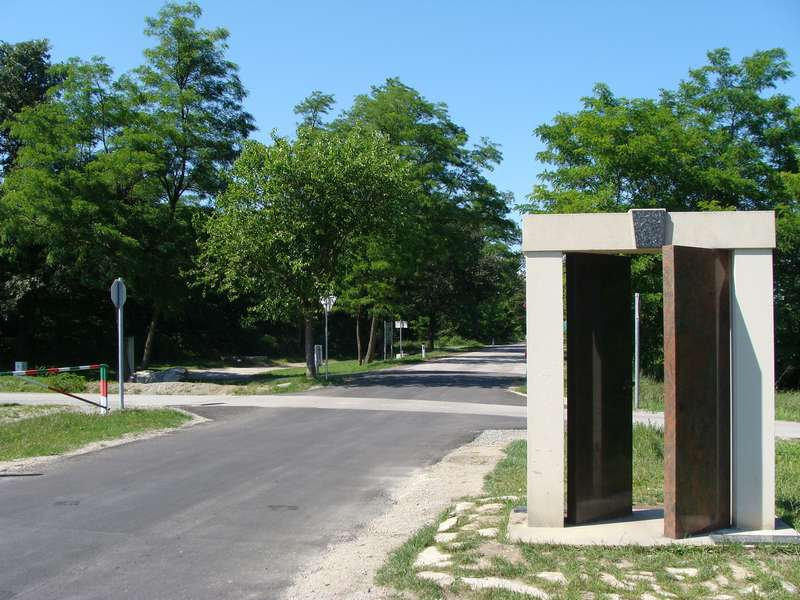
Il confine oggi presso Sopron

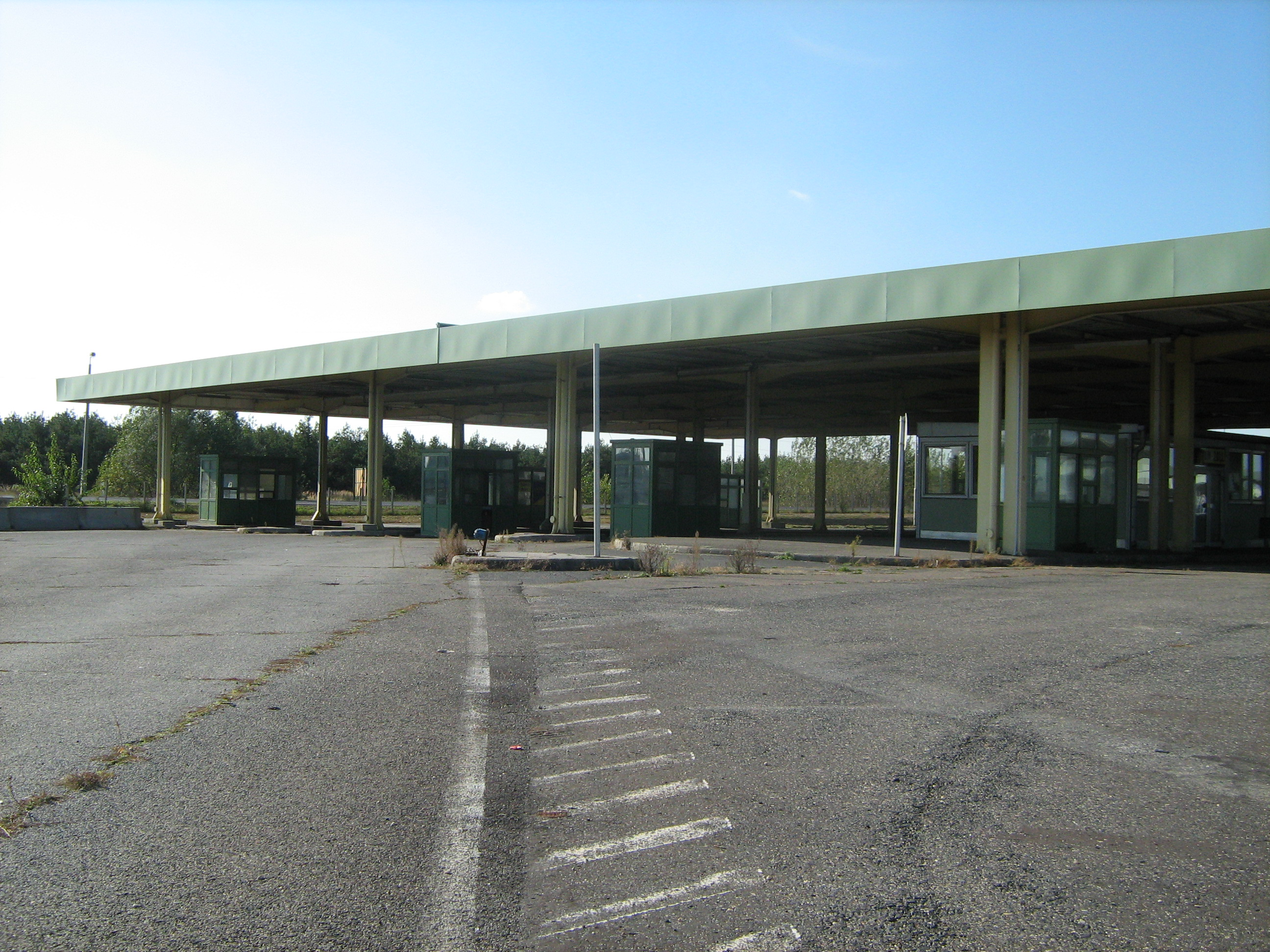
Valico di confine presso Hegyeshalom, oggi abbandonato

La rimozione delle barriere al confine tra Ungheria e Austria avvenne nel 1989, durante la caduta del comunismo in Ungheria, parte dell'ondata di rivoluzioni che sconvolsero i paesi dell'Europa Orientale allora nel patto di Varsavia. La rimozione delle barriere elettrificate al confine di 240 km tra i due paesi fu la prima crepa della cortina di ferro che aveva diviso l'Europa per quarant'anni, e innescò una reazione a catena che portò, in Germania, alla caduta del Muro di Berlino.

## Storia
Nell'aprile del 1989 il governo ungherese ordinò che fosse levata l'elettricità alle barriere al confine con l'Austria. Il 2 maggio le guardie di frontiera di Budapest iniziarono a rimuovere parti delle barriere, evento filmato dalle TV dei paesi occidentali e che attirò l'attenzione di molti curiosi. Il 27 giugno il ministro degli Affari esteri magiaro Gyula Horn e la sua controparte di Vienna Alois Mock presero parte a una cerimonia simbolica in cui rimossero essi stessi una recinzione.
L'apertura del confine rese più facile per gli ungheresi andare in Austria per comprare beni che erano scarsi o non erano disponibili all'interno dei loro confini; un segno visibile nelle prime settimane dopo l'apertura fu l'enorme presenza, in città austriache come Graz, di macchine targate in Ungheria o in altri paesi socialisti cariche di lavatrici.
L'attraversamento della frontiera più famoso avvenne il 19 agosto, quando durante un "pic-nic dell'amicizia" tra austriaci e ungheresi più di 900 cittadini tedesco-orientali dotati di un visto turistico ungherese passarono il confine e, tramite l'Austria, arrivarono nel territorio della Germania Federale.
Il governo della DDR reagì furiosamente all'apertura del confine, temendo di tornare alla stessa situazione antecedente alla costruzione del muro di Berlino, quando migliaia di cittadini della Germania Orientale scappavano ogni giorno verso Ovest. L'Unione Sovietica invece, sebbene contraria, lasciò fare agli ungheresi quello che volevano, in piena sintonia con la Dottrina Sinatra applicata dal Segretario Generale del PCUS Gorbačëv.